# Chremon apithanon
Chremon apithanon är en insektsart som beskrevs av Otte, D. och Perez-gelabert 2009. Chremon apithanon ingår i släktet Chremon och familjen syrsor. Inga underarter finns listade i Catalogue of Life.